# Harue Akagi
Harue Akagi (赤木春恵 Akagi Harue?, 14 de marzo de 1924 - Toquio, 29 de noviembre de 2018)  fue una actriz japonesa.

## Biografía
Harue Akagi es conocida por sus interpretaciones en papeles secundarios en series de televisión.
En 2013, a los 88 años, Harue Akagi asumió el papel principal de la película Pekorosu no haha ni ai ni iku de Azuma Morisaki, convirtiéndose así, según el libro Guinness, en la actriz de más edad en tener un papel principal en una película. También ganó el premio Mainichi a la mejor actriz por esta interpretación.
Aquejada de la enfermedad de Parkinson durante tres años, murió de un paro cardíaco en un hospital de Toquio el 29 de noviembre de 2018 a los 94 años.

## Filmografía

### Cine
- 1949: Hanakurabe tanuki goten de Keigo Kimura
- 1949: Gokumon-to: Kaimei-hen de Sadatsugu Matsuda
- 1955: Chiyari Fuji|血槍富士|Chiyari Fuji}} de Tomu Uchida
- 1956: Akō Rōshi: Ten no Maki, Chi no Maki de Sadatsugu Matsuda
- 1959: Shōnen Sarutobi Sasuke] de Taiji Yabushita y Akira Daikubara
- 1961: Miyamoto Musashi de Tomu Uchida
- 1962: Mabuta no haha de Tai Katō
- 1962: Kigeki ekimae onsen de Seiji Hisamatsu
- 1962: Miyamoto Musashi: Hannyazaka no kettō de Tomu Uchida
- 1962: Ōshō|王将|Ōshō}} de Daisuke Itō
- 1963: Bushidō zankoku monogatari de Tadashi Imai
- 1967: Midaregumo de Mikio Naruse
- 1979: Nichiren de Noboru Nakamura
- 2013: Pekorosu no haha ni ai ni iku de Azuma Morisaki

### Televisión
- 1979 - 2011: San-nen B-gumi Kinpachi-sensei(Serie de TV)

## Premis i distincions
- 1993: medalla de cinta morada
- 2013: Premio de cine Mainichi a la mejor actriz por su interpretación en Pekorosu no haha ni ai ni iku[5]